# 酵素処理ルチン
EMR (酵素処理ルチン)は、かんきつ類、ソバ、エンジュ等をはじめ、自然界に広く存在するルチンを酵素処理し、水溶性を高めた抗酸化力が非常に高いポリフェノールの一種。ルチンは、ほとんど吸収されないが酵素処理することにより、水溶性となり体に吸収されやすくなる。EMRはクェルセチンとして吸収され、体内利用率はクェルセチンの約17倍、一般的なルチンの約45倍(第18回日本医療薬学会年会(動物実験)より)。

## 効果
EMRは、強い抗酸化作用で運動により発生した活性酸素(※)を減少させて、酷使されたカラダの修復時にカラダの材料となるたんぱく質の合成を効率的にサポートする。
※活性酸素は、老化やさまざまな病気の原因といわれている。
一方では体内に侵入する細菌を攻撃する免疫システムで重要な役割を担っているが、その周辺までを傷つけてしまうことがある。
筋肉負荷をかけた後に、EMRを摂取することにより、筋線維横断面積が125％に増加すること。また筋肉負荷をかけなくてもEMRを摂ると筋肥大することが報告されている。